# Теофіл Торе-Бюргер

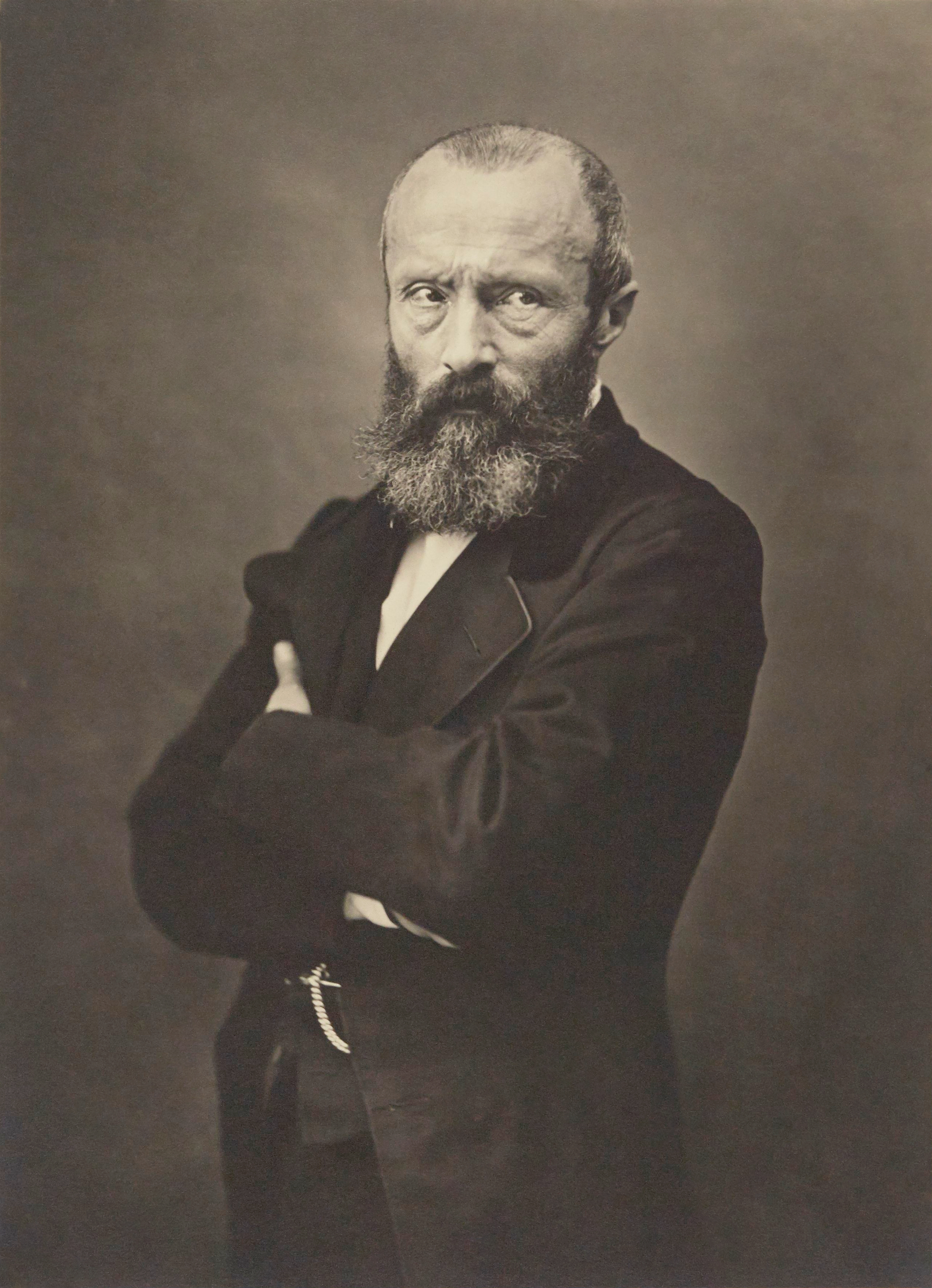
Теофіл Торе Бюргер сфотографований Надар (с. 1865)

Етьєн-Жозеф-Теофіл Торе (більш відомий як Теофіл Торе-Бюргер) (23 червня 1807 — 30 квітня 1869) - французький журналіст і мистецтвознавець. Сьогодні він найвідоміший завдяки новому відкриттю робот художника Йоганнеса Вермера.

## Біографія
Торе-Бюргер народився в місті Ла-Флеш, Сарт. Його кар’єра мистецтвознавця розпочалася в 1830-х роках, але він також був активним політичним журналістом. У березні 1848 року він заснував газету «La Vraie République», яку незабаром заборонив Луї-Ежен Кавейняк. Через рік, у березні 1849 р., Він заснував іншу газету « Журнал  республіки» ; це теж незабаром було заборонено. Торе-Бюргер відправився у вигнання до Брюсселя. Він продовжував публікувати статті під псевдонімом Віллем Бюргер. Він повернувся до Франції лише після амністії 1859 року. Через десять років він помер у Парижі.
Сьогодні Торе-Бюргер відомий тим, що заново відкрив  роботи Йоханнеса Вермера та кількох інших видатних голландських художників, таких як Франс Халс (він першим описав портрет Малле Баббе ), Карел Фабріціюс та ін. Інтерес Торе-Бюргера до Вермера почався в 1842 році, коли він побачив Вид Делфта в Мауріцгейс в Гаазі. Ім'я Вермера на той час було повністю забуте; Торе-Бюргер був настільки вражений Поглядом на Делфт, що провів роки до заслання у пошуках інших робіт художника. Зрештою він опублікував описи та каталог робіт Вермера, хоча пізніше було доведено, що багато картин, які він приписував майстру, виконували інші.
Він прожив більше десятиліття з Аполлін Лакруа, дружиною його співробітника Пола Лакруа, куратора Арсенальної бібліотеки. Після смерті Торе-Бюргера вона успадкувала його цінну колекцію мистецтв. Значна частина колекції з часом була розпродана.

## Вибрані публікації
- Словник френології та фізіогномонії, художника, художника, науковця, де-сім’ї, права, тощо, 1836 р. Доступно в Інтернеті [Архівовано 30 жовтня 2020 у Wayback Machine.]
- La Vérité sur le parti démocratique, 1840 р. Доступно в Інтернеті [Архівовано 10 серпня 2017 у Wayback Machine.]
- Catalogue de dessins des grands maîtres, provenant du cabinet de M. Villenave, 1842
- Le Salon de 1844, precédé d'une lettre à Теодор Руссо, 1844
- Dessins de maîtres, Collection de feu M. Delbecq, de Gand, 1845 Доступно в Інтернеті [Архівовано 3 березня 2016 у Wayback Machine.]
- Каталог des estampes anciennes formant la collection de feu М. Delbecq, de Gand, 1845 Доступно в Інтернеті [Архівовано 15 січня 2022 у Wayback Machine.]
- La Recherche de la liberté, 1845
- Le Salon de 1845, precédé d'une lettre à Béranger, 1845
- Le Salon de 1846, precédé d'une Lettre à George Sand, 1846 Доступно в Інтернеті [Архівовано 30 жовтня 2020 у Wayback Machine.]
- Le Salon de 1847, precédé d'une Lettre à Firmin Barrion, 1847 Доступно в Інтернеті [Архівовано 30 жовтня 2020 у Wayback Machine.]
- Mémoires de Caussidière, екс-префект поліції та представник людини, з Марком Кассідьєром, 2 т., 1849 р. Доступно в Інтернеті: 1 [Архівовано 30 жовтня 2020 у Wayback Machine.], 2 [Архівовано 30 жовтня 2020 у Wayback Machine.]
- La Restauration de l'autorité, ou l'Opération césarienne, 1852
- Dans les bois, 1856
- En Ardenne, par quatre Bohémiens. Намюр, Дінант, Хан, Сен-Юбер, Уффаліз, Ла-Рош, Дюрбю, Нандрін, Комблен, Есне, Тільф, Спа, у співпраці з іншими письменниками, 1856
- Виставки експонатів у Манчестері в 1857 році та походження колекцій королівських колекцій, публічних колекцій та колекцій колекцій де ла Гранд-Бретань, 1857
- Амстердам та Ла Хай. Études sur l'école hollandaise, 1858
- &À & là, 1858
- Музеї лаланду, 2 т., 1858 – 1860
- Études sur les peintres hollandais et flamands. Galerie d'Arenberg, в Брюсселі, з повним каталогом колекції, 1859
- Музей Анвера, 1862 рік
- Trésors d'art en Angleterre, 1862
- Ван дер Меер (Вермеер) де Делфт, 1866 рік

### Опубліковано посмертно
- Les Salons : études de critique et d'esthétique, 3 т., 1893
- Торе-Бюргерський пінт нот-луі-мем : література та нотатки, 1900 р. Доступно в Інтернеті [Архівовано 15 березня 2016 у Wayback Machine.]